# 400 mètres haies féminin aux championnats du monde d'athlétisme 2023
Pour des articles plus généraux, voir Championnats du monde d'athlétisme 2023 et 400 mètres haies aux championnats du monde d'athlétisme.
Navigation
Eugene 2022 Tokyo 2025
L'épreuve du 400 mètres haies féminin des championnats du monde de 2023 se déroule du 21 au 24 août 2023 au sein du Centre national d'athlétisme à Budapest, en Hongrie.

## Qualification
La période de qualification est comprise entre le 31 juillet 2022 et le 30 juillet 2023. Le minima de qualification est fixé à 54 s 90.

## Résultats

### Séries
Les 4 premières de chaque série (Q) et les 4 meilleurs temps (q) se qualifient pour les demi-finales.
| Rang | Série | Athlète                | Pays                    | Temps         | Notes |
| ---- | ----- | ---------------------- | ----------------------- | ------------- | ----- |
| 1    | 4     | Femke Bol              | Pays-Bas                | 53 s 39       | Q     |
| 2    | 3     | Kemi Adekoya           | Bahreïn                 | 53 s 56       | Q, AR |
| 3    | 1     | Rushell Clayton        | Jamaïque                | 53 s 97       | Q     |
| 4    | 3     | Andrenette Knight      | Jamaïque                | 54 s 21       | Q     |
| 5    | 1     | Dalilah Muhammad       | États-Unis              | 54 s 21       | Q     |
| 6    | 5     | Jessie Knight          | Royaume-Uni             | 54 s 27       | Q     |
| 7    | 3     | Ayomide Folorunso      | Italie                  | 54 s 30       | Q     |
| 8    | 5     | Shamier Little         | États-Unis              | 54 s 40       | Q     |
| 9    | 1     | Caroline Krafzik       | Allemagne               | 54 s 53       | Q     |
| 10   | 2     | Janieve Russell        | Jamaïque                | 54 s 53       | Q     |
| 11   | 1     | Viivi Lehikoinen       | Finlande                | 54 s 65       | Q     |
| 12   | 2     | Anna Cockrell          | États-Unis              | 54 s 68       | Q     |
| 13   | 5     | Hanna Ryzhykova        | Ukraine                 | 54 s 70       | Q     |
| 14   | 1     | Rebecca Sartori        | Italie                  | 54 s 82       | q, PB |
| 15   | 3     | Cathelijn Peeters      | Pays-Bas                | 54 s 95       | Q     |
| 16   | 4     | Viktoria Tkatchouk     | Ukraine                 | 55 s 05       | Q     |
| 17   | 5     | Nikoleta Jichova       | Tchéquie                | 55 s 10       | Q     |
| 18   | 4     | Hanne Claes            | Belgique                | 55 s 13       | Q     |
| 19   | 5     | Noura Ennadi           | Maroc                   | 55 s 21       | q     |
| 20   | 3     | Zenéy van der Walt     | Afrique du Sud          | 55 s 21       | q     |
| 21   | 4     | Line Kloster           | Norvège                 | 55 s 23       | Q     |
| 22   | 4     | Eileen Demes           | Allemagne               | 55 s 29       | q, PB |
| 23   | 2     | Gianna Woodruff        | Panama                  | 55 s 31       | Q     |
| 24   | 4     | Sarah Carli            | Australie               | 55 s 76       |       |
| 25   | 2     | Savannah Sutherland    | Canada                  | 55 s 85       | Q     |
| 26   | 4     | Fatoumata Binta Diallo | Portugal                | 56 s 03       |       |
| 27   | 1     | Yasmin Giger           | Suisse                  | 56 s 16       |       |
| 28   | 5     | Dimitra Gnafaki        | Grèce                   | 56 s 18       | SB    |
| 29   | 5     | Brooke Overholt        | Canada                  | 56 s 20       |       |
| 30   | 1     | Janka Molnar           | Hongrie                 | 56 s 21       |       |
| 31   | 2     | Chayenne da Silva      | Brésil                  | 56 s 25       |       |
| 32   | 2     | Eleonora Marchiando    | Italie                  | 56 s 27       |       |
| 33   | 3     | Zurian Hechavarria     | Cuba                    | 56 s 43       |       |
| 34   | 3     | Moa Granat             | Suède                   | 56 s 61       |       |
| 35   | 2     | Robyn Brown            | Philippines             | 56 s 83       |       |
| 36   | 5     | Agata Zupin            | Slovénie                | 57 s 62       |       |
| 37   | 2     | Ami Yamamoto           | Japon                   | 57 s 76       |       |
| 38   | 3     | Lena Pressler          | Autriche                | 57 s 90       |       |
| 39   | 4     | Eri Utsunomiya         | Japon                   | 57 s 98       |       |
| 40   | 4     | Yanique Haye-Smith     | Îles Turques-et-Caïques | 1 min 00 s 08 |       |
| 41   | 1     | Portia Bing            | Nouvelle-Zélande        | 1 min 06 s 97 |       |

### Demi-finales
Les 2 premières de chaque série (Q) et les 2 meilleurs temps (q) se qualifient pour la finale.
| Rang | Série | Athlète             | Pays           | Temps | Notes |
| ---- | ----- | ------------------- | -------------- | ----- | ----- |
| 1    | 3     | Shamier Little      | États-Unis     | 52.81 | Q, SB |
| 2    | 2     | Femke Bol           | Pays-Bas       | 52.95 | Q     |
| 3    | 1     | Rushell Clayton     | Jamaïque       | 53.30 | Q, PB |
| 4    | 3     | Kemi Adekoya        | Bahreïn        | 53.39 | Q, AR |
| 5    | 1     | Anna Cockrell       | États-Unis     | 53.63 | Q, PB |
| 6    | 3     | Janieve Russell     | Jamaïque       | 53.69 | q     |
| 7    | 2     | Andrenette Knight   | Jamaïque       | 53.72 | Q     |
| 8    | 3     | Ayomide Folorunso   | Italie         | 53.89 | q, NR |
| 9    | 2     | Dalilah Muhammad    | États-Unis     | 54.19 |       |
| 10   | 2     | Anna Ryzhykova      | Ukraine        | 54.42 | SB    |
| 11   | 1     | Viivi Lehikoinen    | Finlande       | 54.48 |       |
| 12   | 1     | Jessie Knight       | Royaume-Uni    | 54.51 |       |
| 13   | 2     | Carolina Krafzik    | Allemagne      | 54.58 |       |
| 14   | 3     | Cathelijn Peeters   | Pays-Bas       | 54.63 |       |
| 15   | 1     | Gianna Woodruff     | Panama         | 54.71 |       |
| 16   | 3     | Savannah Sutherland | Canada         | 54.99 |       |
| 17   | 2     | Nikoleta Jíchová    | Tchéquie       | 55.01 |       |
| 18   | 1     | Noura Ennadi        | Maroc          | 55.15 |       |
| 19   | 1     | Viktoriya Tkachuk   | Ukraine        | 55.43 |       |
| 20   | 2     | Line Kloster        | Norvège        | 55.43 |       |
| 21   | 2     | Zenéy van der Walt  | Afrique du Sud | 55.49 |       |
| 22   | 1     | Rebecca Sartori     | Italie         | 55.98 |       |
| 23   | 3     | Hanne Claes         | Belgique       | 56.06 |       |
| 24   | 3     | Eileen Demes        | Allemagne      | 56.71 |       |

### Finale
| Rang               | Couloir | Athlète           | Pays       | Temps   | Notes |
| ------------------ | ------- | ----------------- | ---------- | ------- | ----- |
| Médaille d'or      | 6       | Femke Bol         | Pays-Bas   | 51 s 70 |       |
| Médaille d'argent  | 5       | Shamier Little    | États-Unis | 52 s 80 | SB    |
| Médaille de bronze | 8       | Rushell Clayton   | Jamaïque   | 52 s 81 | PB    |
| 4                  | 7       | Kemi Adekoya      | Bahreïn    | 53 s 09 | AR    |
| 5                  | 9       | Anna Cockrell     | États-Unis | 53 s 34 | PB    |
| 6                  | 2       | Ayomide Folorunso | Italie     | 54 s 19 |       |
| 7                  | 3       | Janieve Russell   | Jamaïque   | 54 s 28 |       |
| 8                  | 4       | Andrenette Knight | Jamaïque   | 55 s 20 |       |

## Légende
Records et Performances
- AR : Record continental (area record)
- CR : Record des championnats (championship record)
- MR : Record du meeting (meet record)
- NR : Record national (national record)
- OR : Record olympique (olympic record)
- PR : Record paralympique (paralympic record)
- PB : Record personnel (personal best)
- SB : Meilleure performance personnelle de la saison (season's best)
- WL : Meilleure performance mondiale de l'année (world leader)
- WJR : Record du monde junior (world junior record)
- WR : Record du monde (world record)

Circonstances et Conditions
- DNF : N'a pas terminé (did not finish)
- DNS : N'a pas pris le départ (did not start)
- DQ : Disqualification (disqualification)
- NM : Aucun essai valable enregistré (No Mark)
- Q : Qualifié « directement » au prochain tour (ou à la prochaine compétition), lors d'une compétition majeure, grâce au classement ou à la réalisation des minima (automatic qualifier)
- q : Qualifié au prochain tour (ou à la prochaine compétition), lors d'une compétition majeure, grâce au repêchage ou à la réalisation de l'une des meilleures performances parmi celles des « non qualifiés directement » (grâce au meilleur temps ou à la meilleure distance par exemple) (secondary qualifier)